# La governante (film 1998)
La governante (The Governess) è un film del 1998 diretto da Sandra Goldbacher.

## Trama
Nella Londra del XIX secolo Rosina Da Silva, una ragazza di origine italo-ebraica, nasconde la sua vera identità per farsi assumere come governante dalla ricca famiglia scozzese dei Cavendish presso l'isola di Skye, nelle Ebridi. Il comune interesse per le scoperte scientifiche e la fotografia porta Rosina ad innamorarsi di Charles Cavendish, il suo datore di lavoro. Il ritorno a casa di Henry, il figlio dei Cavendish appena espulso dall'università di Oxford, fa esplodere il dramma.